# Балда (Муреш)
Балда (рум. Balda) — село у повіті Муреш в Румунії. Адміністративно підпорядковане місту Сермашу.
Село розташоване на відстані 297 км на північний захід від Бухареста, 38 км на північний захід від Тиргу-Муреша, 41 км на схід від Клуж-Напоки.

## Населення
За даними перепису населення 2002 року у селі проживали 1256 осіб.
Національний склад населення села:
| Національність | Кількість осіб | Відсоток |
| -------------- | -------------- | -------- |
| румуни         | 1026           | 81,7 %   |
| цигани         | 151            | 12,0 %   |
| угорці         | 77             | 6,1 %    |

Рідною мовою назвали:
| Мова      | Кількість осіб | Відсоток |
| --------- | -------------- | -------- |
| румунська | 1153           | 91,8 %   |
| угорська  | 70             | 5,6 %    |
| циганська | 32             | 2,5 %    |